# Manfred Wolff (Mathematiker)
Manfred Wolff (* 9. Juli 1939 in Beeskow; † 28. Mai 2022 in Tübingen) war ein deutscher Mathematiker und Hochschullehrer.
Manfred P. H. Wolff wurde 1939 im brandenburgischen Beeskow als Sohn eines Pfarrers geboren. Er studierte zunächst in Berlin und dann an der Universität Tübingen Mathematik und Physik. 1967 wurde er dort bei Helmut H. Schaefer mit einer Dissertation Über das Spektrum von Homomorphismen in Banach-Verbänden promoviert.
Von 1976 bis 2004 leitete Wolff den Arbeitsbereich „Mathematische Methoden in den Naturwissenschaften“ der Mathematischen Fakultät der Universität Tübingen. Von 1988 bis 1990 war er Vizepräsident der Universität. 1993 erhielt er zusammen mit 3 Kollegen den erstmals vergebenen Landeslehrpreis des Landes Baden-Württemberg für die Vorlesung Mathematik für Physiker.
Wolffs Hauptarbeitsgebiet lag in der Funktionalanalysis, insbesondere leistete er Beiträge zur Spektraltheorie sowie zum Langzeitverhalten von dynamischen Systemen und positiven Halbgruppen. Später befasste er sich auch mit Nichtstandardanalysis.
Wolff betreute mehr als zehn Dissertationen, darunter auch die der späteren Mathematikprofessoren Moritz Epple, Rolf Gohm (Aberystwyth University), Claus Köstler (University College Cork) und Laura Martignon (Pädagogische Hochschule Ludwigsburg).
Wolff starb am 28. Mai 2022 an einem Krebsleiden. Er war seit 1965 mit seiner Frau Raina verheiratet.

## Veröffentlichungen
- Hans G. Kastenholz, Karl-Heinz Erdmann, Manfred Wolff (Hrsg.): Nachhaltige Entwicklung. Springer, 1996, doi:10.1007/978-3-642-80055-9.
- Manfred P. H. Wolff, Oliver Gloor, Christoph Richard: Analysis alive. Ein interaktiver Mathematik-Kurs. Birkhäuser, Basel 1998, doi:10.1007/978-3-0348-8781-6.
- H. H. Schaefer, M. P. Wolff: Topological Vector Spaces (= Graduate Texts in Mathematics). Springer, New York 1999, doi:10.1007/978-1-4612-1468-7 (englisch).
- M. Wolff, Peter Hauck, Wolfgang Küchlin: Mathematik für Informatik und BioInformatik. Springer, 2004, ISBN 978-3-540-20521-0.
- Peter A. Loeb, Manfred P. H. Wolff (Hrsg.): Nonstandard analysis for the working mathematician. 2. Auflage. Springer, Dordrecht 2015, doi:10.1007/978-94-017-7327-0.